# Gran Premio di superbike d'Aragona 2017
Il Gran Premio di superbike d'Aragona 2017 è stato la terza prova su tredici del campionato mondiale Superbike 2017, disputato l'1 e 2 aprile sul circuito di Aragón, in gara 1 ha visto la vittoria di Jonathan Rea davanti a Marco Melandri e Tom Sykes, la gara 2 è stata vinta da Chaz Davies che ha preceduto Jonathan Rea e Marco Melandri.
La vittoria nella gara valevole per il campionato mondiale Supersport 2017 è stata ottenuta da Lucas Mahias.
In occasione di questa prova si è corso per la prima volta il campionato mondiale Supersport 300, la prima gara della storia di questo campionato è stata vinta da Scott Deroue.

## Risultati

### Gara 1

#### Arrivati al traguardo
| Pos. | Nº | Pilota               | Squadra                     | Motocicletta      | Giri | Tempo     | Griglia | Punti |
| ---- | -- | -------------------- | --------------------------- | ----------------- | ---- | --------- | ------- | ----- |
| 1º   | 1  | Jonathan Rea         | Kawasaki Racing             | Kawasaki ZX-10R   | 18   | 33'24.302 | 2º      | 25    |
| 2º   | 33 | Marco Melandri       | Aruba.it Racing - Ducati    | Ducati Panigale R | 18   | +4.058    | 4º      | 20    |
| 3º   | 66 | Tom Sykes            | Kawasaki Racing             | Kawasaki ZX-10R   | 18   | +7.512    | 3º      | 16    |
| 4º   | 22 | Alex Lowes           | Pata Yamaha                 | Yamaha YZF R1     | 18   | +9.962    | 12º     | 13    |
| 5º   | 60 | Michael van der Mark | Pata Yamaha                 | Yamaha YZF R1     | 18   | +12.302   | 7º      | 11    |
| 6º   | 81 | Jordi Torres         | Althea BMW Racing           | BMW S 1000 RR     | 18   | +18.995   | 6º      | 10    |
| 7º   | 36 | Leandro Mercado      | IodaRacing                  | Aprilia RSV4 RF   | 18   | +21.545   | 8º      | 9     |
| 8º   | 50 | Eugene Laverty       | Milwaukee Aprilia           | Aprilia RSV4 RF   | 18   | +27.309   | 9º      | 8     |
| 9º   | 6  | Stefan Bradl         | Red Bull Honda              | Honda CBR1000RR   | 18   | +27.488   | 11º     | 7     |
| 10º  | 69 | Nicky Hayden         | Red Bull Honda              | Honda CBR1000RR   | 18   | +27.663   | 10º     | 6     |
| 11º  | 2  | Leon Camier          | MV Agusta Reparto Corse     | MV Agusta 1000 F4 | 18   | +35.409   | 15º     | 5     |
| 12º  | 21 | Markus Reiterberger  | Althea BMW Racing           | BMW S 1000 RR     | 18   | +41.558   | 13º     | 4     |
| 13º  | 3  | Julián Simón         | Milwaukee Aprilia           | Aprilia RSV4 RF   | 18   | +44.006   | 17º     | 3     |
| 14º  | 88 | Randy Krummenacher   | Kawasaki Puccetti Racing    | Kawasaki ZX-10R   | 18   | +44.482   | 16º     | 2     |
| 15º  | 15 | Alex De Angelis      | Pedercini Racing SC-Project | Kawasaki ZX-10R   | 18   | +45.915   | 18º     | 1     |
| 16º  | 84 | Riccardo Russo       | Guandalini Racing           | Yamaha YZF R1     | 18   | +1'23.533 | 19º     |       |

#### Ritirati
| Nº | Pilota          | Squadra                  | Motocicletta      | Giri | Griglia |
| -- | --------------- | ------------------------ | ----------------- | ---- | ------- |
| 7  | Chaz Davies     | Aruba.it Racing - Ducati | Ducati Panigale R | 16   | 1º      |
| 12 | Javier Forés    | Barni Racing             | Ducati Panigale R | 14   | 5º      |
| 40 | Román Ramos     | Kawasaki Go Eleven       | Kawasaki ZX-10R   | 4    | 14º     |
| 86 | Ayrton Badovini | Grillini Racing          | Kawasaki ZX-10R   | 0    | 20º     |

### Gara 2

#### Arrivati al traguardo
| Pos. | Nº | Pilota               | Squadra                  | Motocicletta      | Giri | Tempo     | Griglia | Punti |
| ---- | -- | -------------------- | ------------------------ | ----------------- | ---- | --------- | ------- | ----- |
| 1º   | 7  | Chaz Davies          | Aruba.it Racing - Ducati | Ducati Panigale R | 18   | 33'30.906 | 1º      | 25    |
| 2º   | 1  | Jonathan Rea         | Kawasaki Racing          | Kawasaki ZX-10R   | 18   | +0.483    | 2º      | 20    |
| 3º   | 33 | Marco Melandri       | Aruba.it Racing - Ducati | Ducati Panigale R | 18   | +2.479    | 4º      | 16    |
| 4º   | 66 | Tom Sykes            | Kawasaki Racing          | Kawasaki ZX-10R   | 18   | +10.562   | 3º      | 13    |
| 5º   | 60 | Michael van der Mark | Pata Yamaha              | Yamaha YZF R1     | 18   | +13.336   | 7º      | 11    |
| 6º   | 12 | Javier Forés         | Barni Racing             | Ducati Panigale R | 18   | +16.951   | 5º      | 10    |
| 7º   | 81 | Jordi Torres         | Althea BMW Racing        | BMW S 1000 RR     | 18   | +18.638   | 6º      | 9     |
| 8º   | 36 | Leandro Mercado      | IodaRacing               | Aprilia RSV4 RF   | 18   | +18.700   | 8º      | 8     |
| 9º   | 50 | Eugene Laverty       | Milwaukee Aprilia        | Aprilia RSV4 RF   | 18   | +21.290   | 9º      | 7     |
| 10º  | 2  | Leon Camier          | MV Agusta Reparto Corse  | MV Agusta 1000 F4 | 18   | +22.246   | 15º     | 6     |
| 11º  | 40 | Román Ramos          | Kawasaki Go Eleven       | Kawasaki ZX-10R   | 18   | +24.307   | 14º     | 5     |
| 12º  | 6  | Stefan Bradl         | Red Bull Honda           | Honda CBR1000RR   | 18   | +25.829   | 11º     | 4     |
| 13º  | 22 | Alex Lowes           | Pata Yamaha              | Yamaha YZF R1     | 18   | +26.611   | 12º     | 3     |
| 14º  | 88 | Randy Krummenacher   | Kawasaki Puccetti Racing | Kawasaki ZX-10R   | 18   | +40.575   | 16º     | 2     |
| 15º  | 3  | Julián Simón         | Milwaukee Aprilia        | Aprilia RSV4 RF   | 18   | +40.769   | 17º     | 1     |
| 16º  | 21 | Markus Reiterberger  | Althea BMW Racing        | BMW S 1000 RR     | 18   | +40.915   | 13º     |       |
| 17º  | 86 | Ayrton Badovini      | Grillini Racing          | Kawasaki ZX-10R   | 18   | +1'00.980 | 21º     |       |

#### Ritirati
| Nº | Pilota          | Squadra                     | Motocicletta    | Giri | Griglia |
| -- | --------------- | --------------------------- | --------------- | ---- | ------- |
| 15 | Alex De Angelis | Pedercini Racing SC-Project | Kawasaki ZX-10R | 13   | 18º     |
| 84 | Riccardo Russo  | Guandalini Racing           | Yamaha YZF R1   | 12   | 19º     |
| 69 | Nicky Hayden    | Red Bull Honda              | Honda CBR1000RR | 11   | 10º     |

### Supersport

#### Arrivati al traguardo
| Pos. | Nº  | Pilota                | Squadra                         | Motocicletta        | Giri | Tempo     | Griglia | Punti |
| ---- | --- | --------------------- | ------------------------------- | ------------------- | ---- | --------- | ------- | ----- |
| 1º   | 144 | Lucas Mahias          | GRT Yamaha                      | Yamaha YZF R6       | 16   | 31'05.708 | 5º      | 25    |
| 2º   | 32  | Sheridan Morais       | Kallio Racing                   | Yamaha YZF R6       | 16   | +0.014    | 3º      | 20    |
| 3º   | 99  | Patrick Jacobsen      | MV Agusta Reparto Corse         | MV Agusta F3 675    | 16   | +0.153    | 1º      | 16    |
| 4º   | 16  | Jules Cluzel          | CIA Landlord Insurance Honda    | Honda CBR600RR      | 16   | +3.598    | 13º     | 13    |
| 5º   | 65  | Michael Canducci      | Puccetti Racing Junior Team FMI | Kawasaki ZX-6R      | 16   | +4.320    | 14º     | 11    |
| 6º   | 44  | Roberto Rolfo         | Factory Vamag                   | MV Agusta F3 675    | 16   | +4.424    | 6º      | 10    |
| 7º   | 11  | Christian Gamarino    | Bardahl Evan Bros. Honda Racing | Honda CBR600RR      | 16   | +9.407    | 10º     | 9     |
| 8º   | 77  | Kyle Ryde             | Kawasaki Puccetti Racing        | Kawasaki ZX-6R      | 16   | +17.064   | 18º     | 8     |
| 9º   | 38  | Hannes Soomer         | WILSport Racedays               | Honda CBR600RR      | 16   | +23.098   | 21º     | 7     |
| 10º  | 81  | Luke Stapleford       | Profile Racing                  | Triumph Daytona 675 | 16   | +26.140   | 16º     | 6     |
| 11º  | 78  | Hikari Ōkubo          | CIA Landlord Insurance Honda    | Honda CBR600RR      | 16   | +31.703   | 8º      | 5     |
| 12º  | 47  | Rob Hartog            | Hartog - Jenik - Against Cancer | Kawasaki ZX-6R      | 16   | +31.742   | 23º     | 4     |
| 13º  | 69  | Xavier Cardelús       | Race Department ATK#25          | MV Agusta F3 675    | 16   | +31.780   | 26º     | 3     |
| 14º  | 63  | Zulfahmi Khairuddin   | Orelac Racing VerdNatura        | Kawasaki ZX-6R      | 16   | +31.912   | 17º     | 2     |
| 15º  | 26  | Kazuki Watanabe       | Kawasaki Go Eleven              | Kawasaki ZX-6R      | 16   | +32.717   | 19º     | 1     |
| 16º  | 111 | Kyle Smith            | Gemar Team Lorini               | Honda CBR600RR      | 16   | +32.816   | 4º      |       |
| 17º  | 41  | Aiden Wagner          | Gemar Team Lorini               | Honda CBR600RR      | 16   | +37.288   | 22º     |       |
| 18º  | 10  | Nacho Calero          | Orelac Racing VerdNatura        | Kawasaki ZX-6R      | 16   | +37.397   | 25º     |       |
| 19º  | 56  | Péter Sebestyén       | SSP Hungary by Pedercini Racing | Kawasaki ZX-6R      | 16   | +38.220   | 29º     |       |
| 20º  | 83  | Lachlan Epis          | Response RE Racing              | Kawasaki ZX-6R      | 16   | +57.076   | 27º     |       |
| 21º  | 35  | Stefan Hill           | Profile Racing                  | Triumph Daytona 675 | 16   | +1'06.111 | 24º     |       |
| 22º  | 73  | Jacopo Cretaro        | RSV Phoenix Suzuki              | Suzuki GSX-R600     | 16   | +1'07.183 | 31º     |       |
| 23º  | 92  | Hiromichi Kunikawa    | CIA Landlord Insurance Honda    | Honda CBR600RR      | 16   | +1'15.931 | 30º     |       |
| 24º  | 74  | Jaimie van Sikkelerus | MVR Racing                      | Yamaha YZF R6       | 16   | +1'23.663 | 28º     |       |
| 25º  | 177 | Nasser Al Malki       | Qatar National                  | Kawasaki ZX-6R      | 16   | +1'28.596 | 33º     |       |
| 26º  | 9   | Connor London         | RSV Phoenix Suzuki              | Suzuki GSX-R600     | 16   | +1'28.604 | 32º     |       |

#### Ritirati
| Nº | Pilota              | Squadra                      | Motocicletta     | Giri | Griglia |
| -- | ------------------- | ---------------------------- | ---------------- | ---- | ------- |
| 64 | Federico Caricasulo | GRT Yamaha                   | Yamaha YZF R6    | 7    | 12º     |
| 1  | Kenan Sofuoğlu      | Kawasaki Puccetti Racing     | Kawasaki ZX-6R   | 7    | 2º      |
| 4  | Gino Rea            | Kawasaki Go Eleven           | Kawasaki ZX-6R   | 6    | 15º     |
| 66 | Niki Tuuli          | Kallio Racing                | Yamaha YZF R6    | 4    | 7º      |
| 84 | Loris Cresson       | SC Racing-RPM84              | Yamaha YZF R6    | 4    | 20º     |
| 61 | Alessandro Zaccone  | MV Agusta Reparto Corse      | MV Agusta F3 675 | 1    | 11º     |
| 70 | Robin Mulhauser     | CIA Landlord Insurance Honda | Honda CBR600RR   | 0    | 9º      |

### Supersport 300

#### Arrivati al traguardo
| Pos. | Nº | Pilota               | Squadra                                 | Motocicletta       | Giri | Tempo     | Griglia | Punti |
| ---- | -- | -------------------- | --------------------------------------- | ------------------ | ---- | --------- | ------- | ----- |
| 1º   | 75 | Scott Deroue         | MTM HS Kawasaki                         | Kawasaki Ninja 300 | 11   | 24'44.654 | 1º      | 25    |
| 2º   | 33 | Daniel Valle         | Halcourier Racing                       | Yamaha YZF-R3      | 11   | +0.047    | 4º      | 20    |
| 3º   | 88 | Mika Pérez           | WILSport Racedays                       | Honda CBR500R      | 11   | +0.127    | 3º      | 16    |
| 4º   | 25 | Borja Sánchez        | Halcourier Racing                       | Yamaha YZF-R3      | 11   | +0.821    | 6º      | 13    |
| 5º   | 87 | Angelo Licciardi     | Team Trasimeno                          | Yamaha YZF-R3      | 11   | +11.087   | 15º     | 11    |
| 6º   | 99 | Paolo Grassia        | 3570 Made in CIV                        | Kawasaki Ninja 300 | 11   | +11.172   | 9º      | 10    |
| 7º   | 95 | Giuseppe De Gruttola | SK Racing                               | Yamaha YZF-R3      | 11   | +12.150   | 8º      | 9     |
| 8º   | 20 | Dorren Loureiro      | DS Junior                               | Kawasaki Ninja 300 | 11   | +15.902   | 20º     | 8     |
| 9º   | 28 | Paolo Giacomini      | Terra e Moto                            | Yamaha YZF-R3      | 11   | +15.908   | 23º     | 7     |
| 10º  | 2  | Ana Carrasco         | ETG Racing                              | Kawasaki Ninja 300 | 11   | +16.617   | 14º     | 6     |
| 11º  | 15 | Alfonso Coppola      | SK Racing                               | Yamaha YZF-R3      | 11   | +16.884   | 22º     | 5     |
| 12º  | 23 | Manuel Bastianelli   | 3570 Made in CIV                        | Kawasaki Ninja 300 | 11   | +17.371   | 18º     | 4     |
| 13º  | 18 | Alex Murley          | Team Toth                               | Yamaha YZF-R3      | 11   | +17.530   | 17º     | 3     |
| 14º  | 54 | Harun Çabuk          | Kawasaki Puccetti Racing                | Kawasaki Ninja 300 | 11   | +17.776   | 12º     | 2     |
| 15º  | 80 | Armando Pontone      | Ioda Racing                             | Yamaha YZF-R3      | 11   | +18.777   | 11º     | 1     |
| 16º  | 79 | Chris Taylor         | MTM HS Kawasaki                         | Kawasaki Ninja 300 | 11   | +25.084   | 13º     |       |
| 17º  | 27 | Filippo Rovelli      | ParkinGO DS Junior                      | Yamaha YZF-R3      | 11   | +36.485   | 27º     |       |
| 18º  | 19 | Edoardo Rovelli      | ParkinGO DS Junior                      | Yamaha YZF-R3      | 11   | +45.441   | 19º     |       |
| 19º  | 17 | Gabriel Noderer      | Scuderia Maranga Racing                 | Honda CBR500R      | 11   | +45.527   | 10º     |       |
| 20º  | 84 | Michael Carbonera    | SK Racing                               | Yamaha YZF-R3      | 11   | +45.762   | 26º     |       |
| 21º  | 13 | Jacopo Facco         | 2R Road Racing                          | Yamaha YZF-R3      | 11   | +46.032   | 30º     |       |
| 22º  | 26 | Luke Hopkins         | Hopkins Racing                          | Kawasaki Ninja 300 | 11   | +57.388   | 32º     |       |
| 23º  | 35 | Alex Triglia         | Scuderia Maranga Racing                 | Honda CBR500R      | 11   | +1'03.234 | 31º     |       |
| 24º  | 77 | Andrea Sibaja        | Deza-Córdoba Patrimonio de la Humanidad | Honda CBR500R      | 10   | +1 giro   | 33º     |       |
| 25º  | 52 | Troy Bezuidenhout    | Team Toth                               | Yamaha YZF-R3      | 10   | +1 giro   | 34º     |       |

#### Ritirati
| Nº  | Pilota                    | Squadra                     | Motocicletta       | Giri | Griglia |
| --- | ------------------------- | --------------------------- | ------------------ | ---- | ------- |
| 14  | Enzo de la Vega           | GRT Yamaha                  | Yamaha YZF-R3      | 10   | 16º     |
| 9   | Ruben Doorakkers          | MVR Racing                  | Yamaha YZF-R3      | 10   | 24º     |
| 6   | Robert Schotman           | GRT Yamaha                  | Yamaha YZF-R3      | 9    | 5º      |
| 12  | Ali Adriansyah Rusmiputro | Pertamina Almeria Racing    | Yamaha YZF-R3      | 8    | 25º     |
| 21  | Avalon Biddle             | Sourz Foods - Benjan Racing | Kawasaki Ninja 300 | 6    | 28º     |
| 121 | Kimi Patova               | Kallio Racing               | Yamaha YZF-R3      | 5    | 21º     |
| 22  | Mykyta Kalinin            | Motoxracing                 | Yamaha YZF-R3      | 4    | 3º      |
| 41  | Marc García               | Halcourier                  | Yamaha YZF-R3      | 4    | 7º      |
| 130 | Renzo Ferreira            | Kallio Racing               | Yamaha YZF-R3      | 0    | 29º     |

#### Non qualificati
| Nº | Pilota           | Squadra                             | Motocicletta       |
| -- | ---------------- | ----------------------------------- | ------------------ |
| 11 | Nicolas Cupaioli | 3Enne#Racing                        | Yamaha YZF-R3      |
| 62 | Jared Schultz    | DDM by BWG_Bike & Motor RT_Grimaldi | Kawasaki Ninja 300 |
| 7  | Nicola Settimo   | 2R Road Racing Bierreti by 2R       | Yamaha YZF-R3      |